# Зубчатка
Зубчатка (лат. Odontites) —  род полупаразитических травянистых растений семейства Заразиховые (Orobanchaceae) (ранее включался в семейство Норичниковые (Scrophulariaceae). По современной классификации на основе системы APG IV насчитывает 39 видов. 

## Название
Родовое латинское название Odontites происходит от др.-греч. ὀδών ("одон") - зуб и дано по лекарственным свойствам отвара растения, который применяли для лечения зубной боли. Русскоязычное название Зубчатка является смысловым переводом латинского.

## Ботаническое описание
В состав рода включаются однолетние полупаразитические травы со слаборазвитыми корнями и гаусториями на них. 
Листья супротивные, зубчатые или реже цельнокрайние. Прицветники меньше листьев. 
Цветки в односторонних колосовидных или кистевидных соцветиях в пазухах прицветных листьев на концах побегов. Чашечка трубчатая или колокольчатая, черырехдольная.  Трубка венчика короткая, немного расширенная кверху, 7-10 мм, отгиб двугубый. Нижняя губа трехлопастная, боковые доли яйцевидные или удлиненные, равноширокие, средняя - суженная. Верхняя губа слегка выгнута в форме шлема. Окраска желтая или красная.
Тычинок 4, двусильные, включенные в венчик. Гнезда пыльников опушенные, в нижней части с остроконечиями одинаковой длины. Столбик пестика волосистый, рыльце головчатое, ворсинчатое.
Коробочка слегка сжатая, двугнездая, двустворчатая. Семена висячие, многочисленные, с крылышками.

## Распространение и экология
Ареал охватывает области умеренного климата в Азии, Европе и Северной Африке. Один вид в Китае. В России зубчатка распространена в европейской части, на Дальнем Востоке и Кавказе.
Произрастает на лугах, пустырях, заболоченных местах, а также на склонах оврагов и пастбищах.

## Классификация

### Таксономическое положение
- Odontites Ludw., 1757, Inst. Reg. Veg. , ed. 2: 120

Род Зубчатка включается в семейство Заразиховые (Orobanchaceae) порядка Ясноткоцветные (Lamiales), последовательно входящего в более крупные клады Ламииды → Астериды → Суперастериды → Эвдикоты → Цветковые растения. Таксономическая схема в соответствии с Системой APG IV по состоянию на июнь 2024 года:
|  |                          |  |                                   |                                   |                       |  | еще 23 семейства |              |              |                                                             |
|  |                          |  |                                   |                                   |                       |  |                  |              |              | 39 подтвержденных видов и 10 видов, ожидающих подтверждения |
|  |                          |  |                                   | порядок Ясноткоцветные            |                       |  |                  |              | род Зубчатка |                                                             |
|  |                          |  |                                   | порядок Ясноткоцветные            |                       |  |                  |              | род Зубчатка |                                                             |
|  | клада Цветковые растения |  |                                   |                                   | семейство Заразиховые |  |                  |              |              |                                                             |
|  | клада Цветковые растения |  |                                   |                                   |                       |  |                  |              |              |                                                             |
|  |                          |  | ещё 63 порядка цветковых растений | ещё 63 порядка цветковых растений |                       |  |                  | еще 98 родов | еще 98 родов |                                                             |
|  |                          |  |                                   | ещё 63 порядка цветковых растений |                       |  |                  |              | еще 98 родов |                                                             |

### Виды
- Odontites alshehbazianus (Dönmez & Mutlu) A.Fleischm. & Heubl
- Odontites aucheri Boiss., 1844 — Зубчатка Оше
- Odontites bocconei (Guss.) Walp.
- Odontites bolligeri E.Rico, L.Delgado & Herrero
- Odontites cebennensis H.J.Coste & Soulié
- Odontites citrinus Bolliger
- Odontites corsicus G.Don
- Odontites discolor Pomel
- Odontites foliosus Pérez Lara
- Odontites glutinosus (M.Bieb.) Benth., 1846 — Зубчатка клейкая
- Odontites granatensis Boiss.
- Odontites hispidulus (Boiss.) Bolliger
- Odontites hollianus (Lowe) Benth.
- Odontites jaubertianus (Boreau) D.Dietr. ex Walp.
- Odontites jaubertianus (Boreau) D.Dietr.
- Odontites kaliformis (Pourr. ex Willd.) Pau
- Odontites lanceolatus (Gaudin) Rchb.
- Odontites lapiei Batt.
- Odontites linkii Heldr. & Sartori ex Boiss.
- Odontites litoralis (Fr.) Fr., 1845 — Зубчатка прибрежная
- Odontites longiflorus (Vahl) Webb
- Odontites luteus (L.) Clairv., 1811 — Зубчатка жёлтая
- Odontites maroccanus Bolliger
- Odontites powellii Maire
- Odontites pseudogranatensis Quézel
- Odontites purpureus (Desf.) G.Don
- Odontites rameauanus Emb.
- Odontites recardanii Burnat & Barbey
- Odontites recordonii Burnat & Barbey
- Odontites rigidifolius (Biv. ex Spreng.) Benth.
- Odontites sennenii Rouy
- Odontites sillettii Brullo, V.Tomas. & Wagens.
- Odontites triboutii Gren. & Paill.
- Odontites valentinus M.B.Crespo & Mateo
- Odontites vernus (Bellardi) Dumort., 1827 — Зубчатка весенняя
- Odontites violaceus Pomel
- Odontites viscosus (L.) Clairv.
- Odontites vulcanicus Bolliger
- Odontites vulgaris Moench, 1794 — Зубчатка обыкновенная